# 新西兰联合部落
新西兰联合部落是一个由众多毛利人部落组成的邦联，位于新西兰北岛的北部，存在于1835年—1840年。它得到英国的外交承认，不久后与英国签订《怀唐伊条约》，被英国吞并。